# Maartje Draak

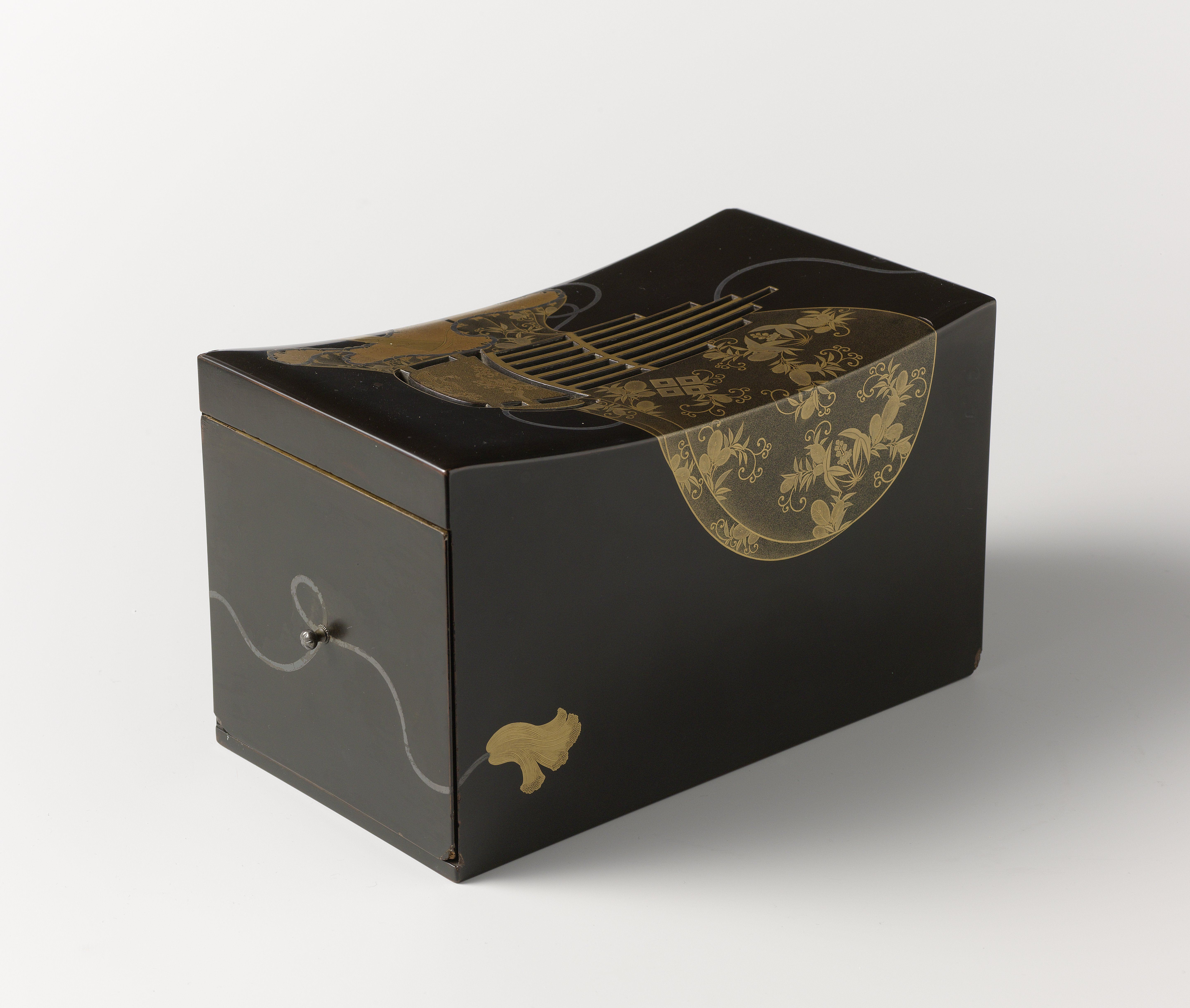
Hoofdkussen, Japanse kunst uit het legaat van prof. dr. Amalia Maartje Elisabeth Draak aan de Vereniging van vrienden der Aziatische kunst in het Rijksmuseum Amsterdam

Amalia Maartje Elisabeth Draak (Venlo, 25 maart 1907 - Amsterdam, 16 november 1995) was een Nederlands hoogleraar in de Keltische taal- en letterkunde en kenner van de middeleeuwse letterkunde.

## Jeugd en studie
Maartje Draak was het enige kind van Jan Draak, een Venlose belastingambtenaar, en een Duitse moeder. Ze groeide op in Amsterdam en in Arnhem, waar ze de HBS volgde en aanvullend staatsexamen gymnasium deed. Als middelbare scholier kocht ze van haar zakgeld een exemplaar van Chinesische Volksmärchen. Dit boekje noemde ze later bepalend voor de richting waarin ze zich zou ontwikkelen.
In 1926 ging ze in Amsterdam Nederlands studeren. Ze maakte in de doctoraalfase kennis met A.G. van Hamel, die oude talen en letterkunde der Germaanse volkeren doceerde, waaraan ook Keltisch was toegevoegd. Ook deze kennismaking was een beslissend moment in haar leven. Ze koos de bijvakken Welsh en Oudfrans en leerde later ook Oudiers. Ze studeerde af in 1933 en was van 1933-1939 officieel werkloos.

## Promotie
Tijdens haar 'werkloze' jaren schreef en voltooide ze haar proefschrift Onderzoekingen over de Roman van Walewein waarop ze in 1936 bij Van Hamel cum laude promoveerde aan de Universiteit van Utrecht. De centrale these van Draaks proefschrift was dat de Middelnederlandse Roman van Walewein een tot Arthurroman omgewerkt sprookje was. Dit proefschrift verwierf de status van een klassiek werk voor wie geïnteresseerd is in Middelnederlandse Arthurromans, al zijn er later wel nuanceringen aangebracht op de centrale these.
In het academisch jaar 1936/1937 verbleef ze in Engeland en Ierland met een beurs van de International Federation of University Women om er Ierse Arthurteksten te bestuderen. Ze maakte daar ook kennis met toenmalige vooraanstaande figuren in de keltologie, als Robin Flower, Osborn Bergin, Richard Irvine Best en Eleanor Knott.

## Hoogleraar
In 1939 werd ze tijdelijk lerares op een Amsterdamse middelbare school. Samen met Bertus Aafjes maakte ze een editie van De reis van Sinte Brandaan, waarbij zij de middeleeuwse tekst verzorgde en Aafjes een moderne vertaling in achtlettergrepige versregels met staand rijm. Deze editie verscheen door de oorlogsomstandigheden pas in 1949.
Kort na de oorlog overleed plotseling Van Hamel. Maartje Draak werd eerst benoemd tot privaatdocent in Amsterdam in de Keltische taal- en letterkunde (1946), vervolgens tot lector in dezelfde discipline aan de Universiteiten van Amsterdam en Utrecht (1949). Deze lectoraten werden omgezet in bijzonder-hoogleraarschappen (1955 in Utrecht en 1957 in Amsterdam). In 1951 verscheen van de hand van Maartje Draak Arthur en zijn tafelronde, een voor die tijd modern schoolboek. Ze publiceerde een editie van Lanceloet en het hert met de witte voet, een tot die tijd vrijwel onbekende kleine Arthurroman. In 1954 publiceerde zij De Middelnederlandse vertalingen van de proza-Lancelot, waarin zij betoogde dat de omvangrijke Oudfranse prozaroman over Lancelot drie keer, onafhankelijk van elkaar, in het Middelnederlands is vertaald, twee versedities en een proza-editie.
In 1982 ging zij met emeritaat en werd zij opgevolgd door haar leerling Doris Edel.

## Letterkunde en kunst
In 1955 werd Maartje Draak de eerste vrouw die lid werd van de Koninklijke Nederlandse Akademie van Wetenschappen in de afdeling Letterkunde. Zij is ook voorzitter geweest van de Volkskundecommissie die het Volkskundebureau - later het Meertens Instituut - wetenschappelijk begeleidde.
Maartje Draak is - als verzamelaar en kenner - bestuurslid geweest van de Vereniging van vrienden der Aziatische kunst. Door een legaat op haar naam kwamen via deze vereniging in 1996 ongeveer 200 werken van Aziatische kunst in het beheer van het Rijksmuseum Amsterdam, variërend van prentkunst tot keramiek.

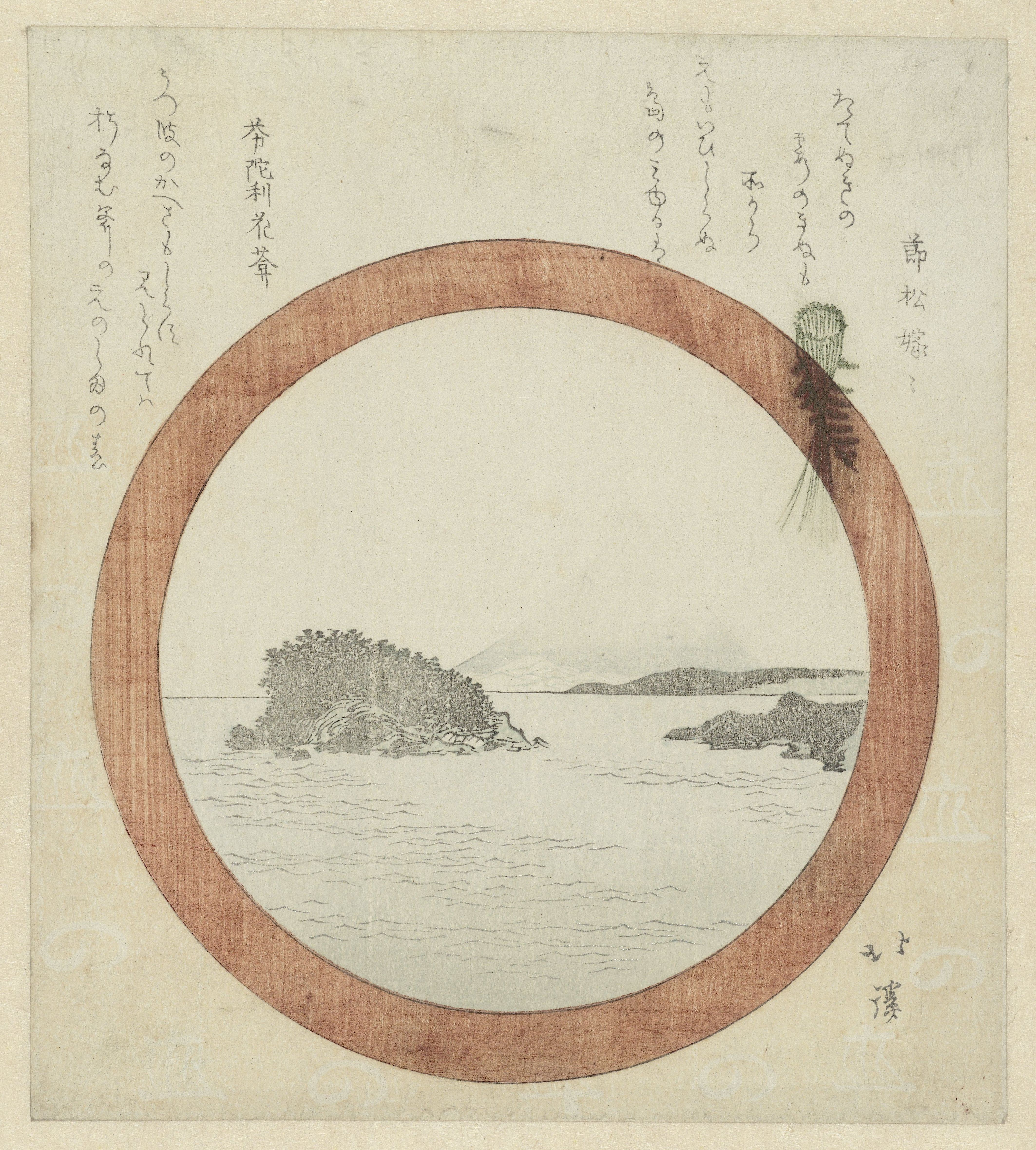
Gezicht op Enoshima
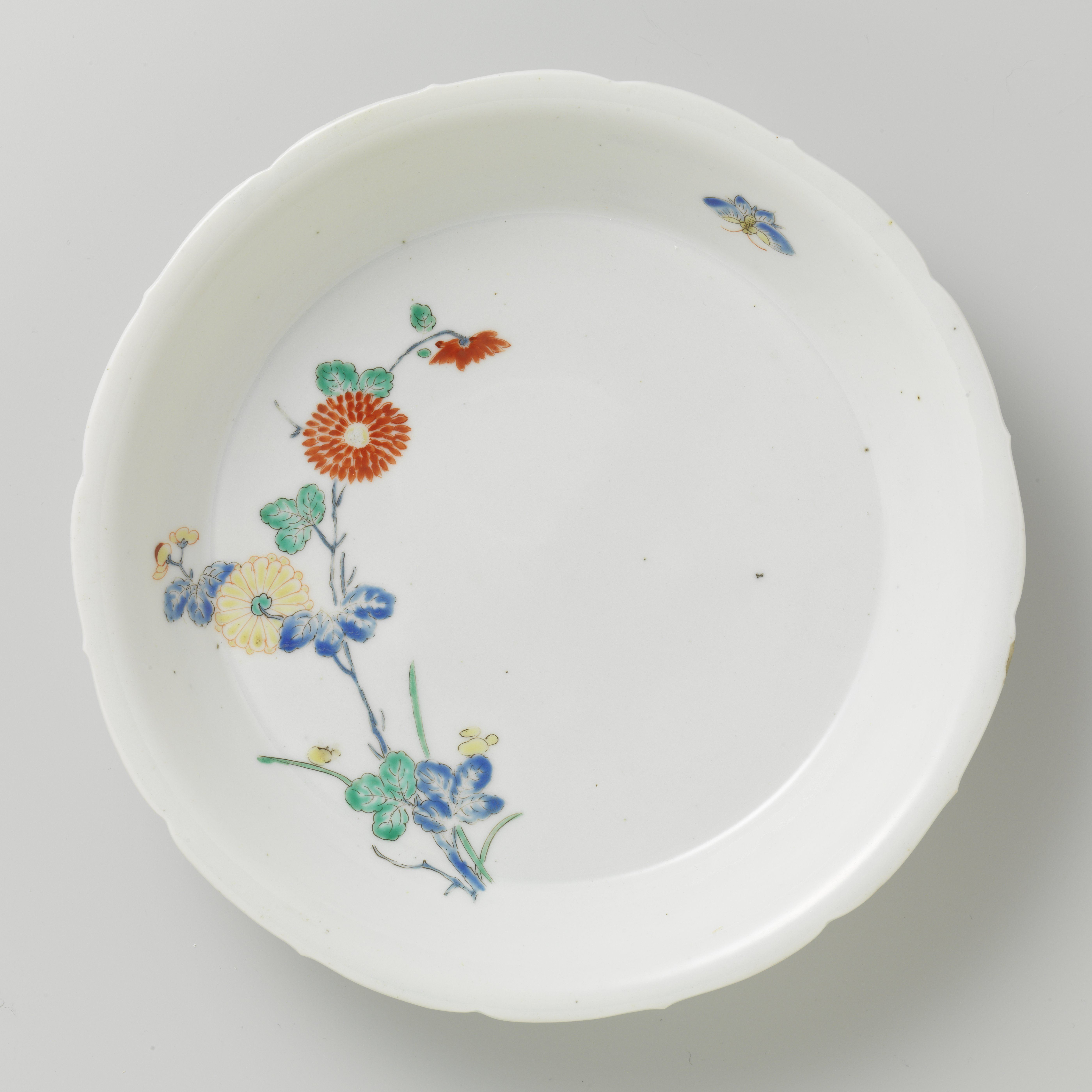
Geschulpt bord met chrysant en vlinder
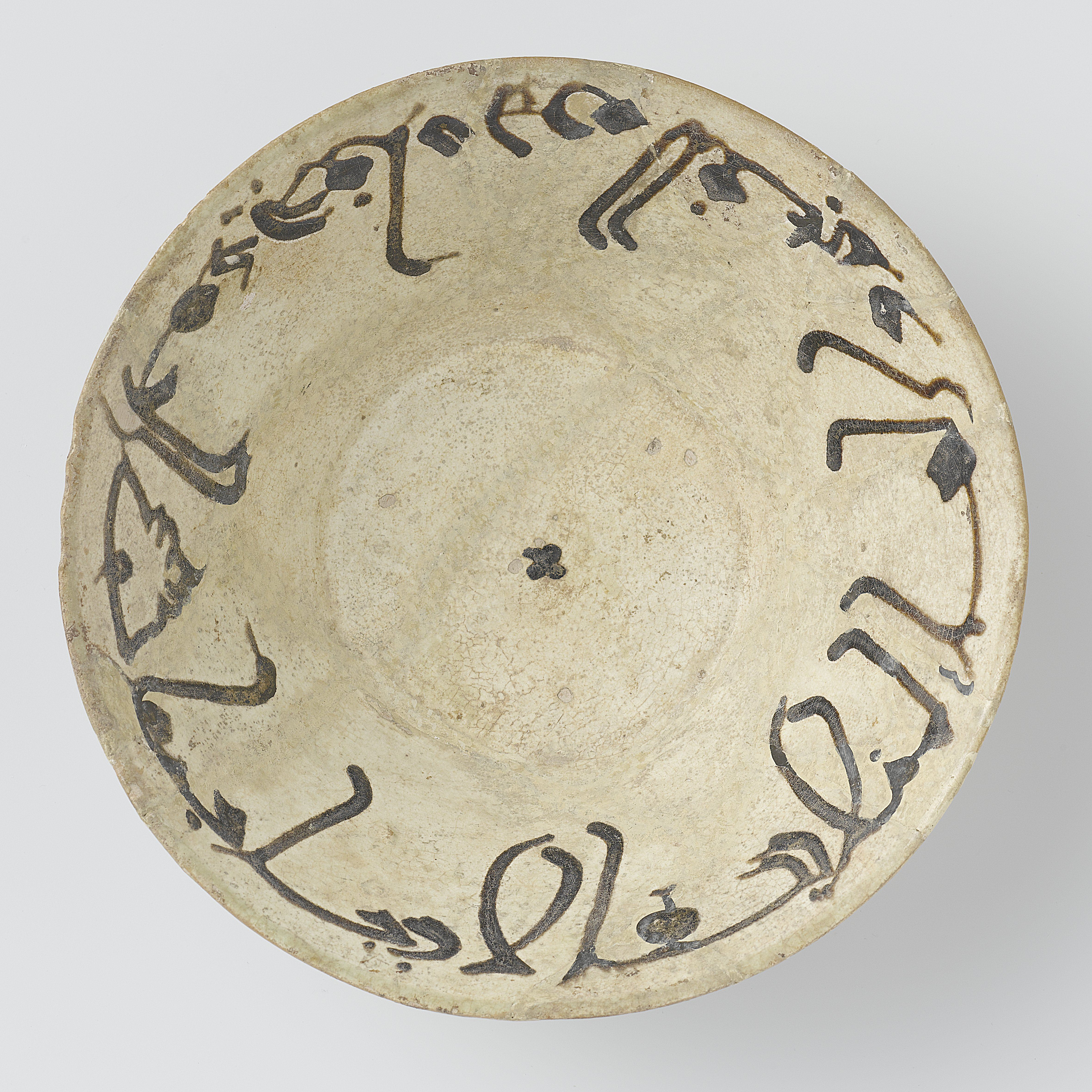
Kom met een (Arabische) inscriptie
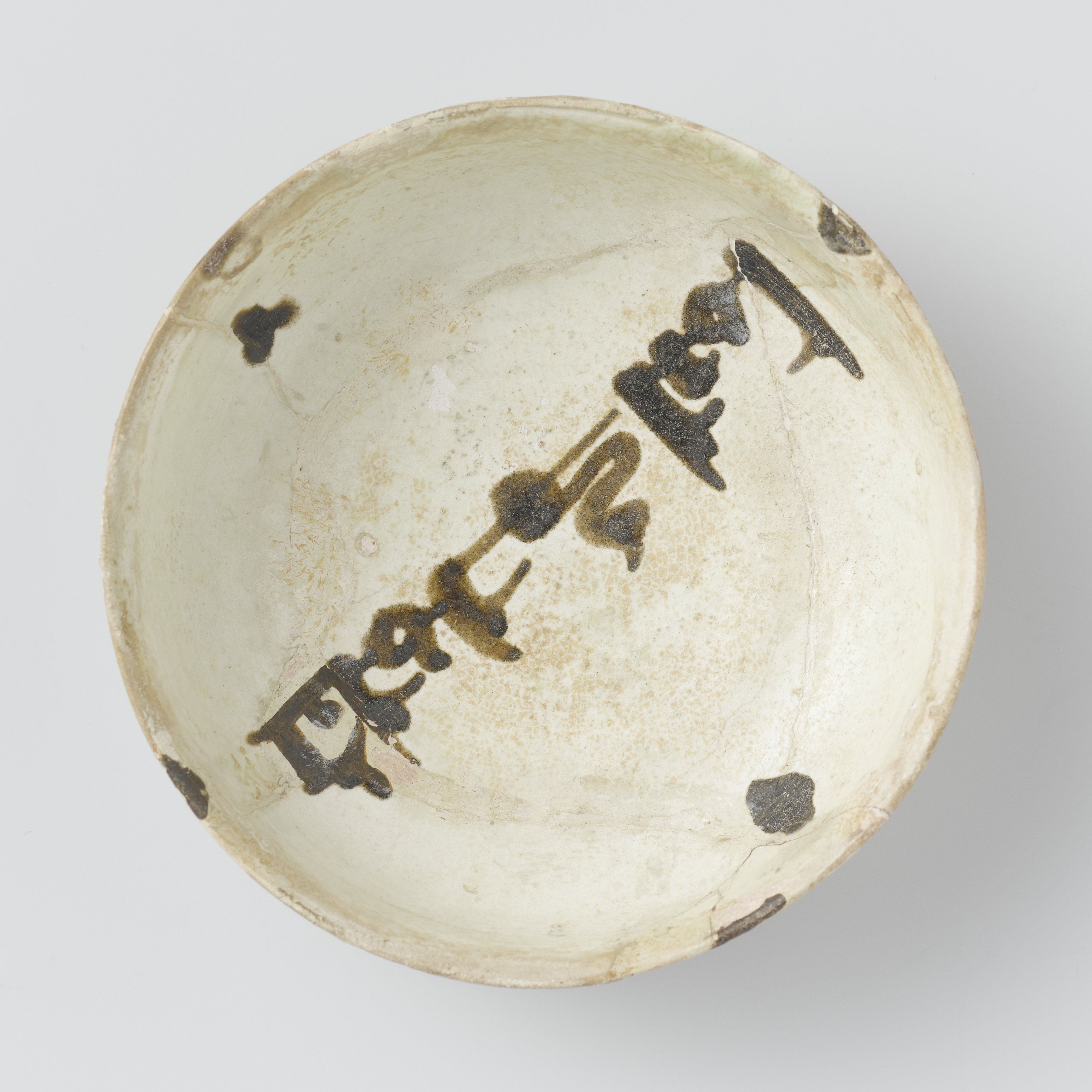
Kom met pseudo-schrift

Samen met haar leerling Frida de Jong heeft ze verschillende boeken met vertalingen van Oudierse verhalen gepubliceerd. Ze schreef het levensbericht over Adriaan Roland Holst, een dichter met belangstelling voor Keltische motieven, bij diens overlijden in het jaarboek van de Maatschappij der Nederlandse Letterkunde.
In de romancyclus Het Bureau van J.J. Voskuil komt ze voor onder de naam "Kaatje Kater". In de roman Nacht op de kale berg van Karel van het Reve is een personage naar haar vernoemd.

## Publicaties (selectie)
- De reis van Sinte Brandaan (editie + moderne vertaling, samen met Bertus Aafjes), Amsterdam: Meulenhoff 1949
- De Middelnederlandse vertalingen van de proza-Lancelot, Amsterdam: Noord-Hollandsche Uitgevers Maatschappij 1954. (Mededelingen der Koninklijke Nederlandse Akademie van Wetenschappen, Afdeling Letterkunde; N.R., dl. 17, nr. 7 (1954)) p. 193-242.
- Lanceloet en het hert met de witte voet; tekstuitgave met inleiding en woordverklaring door Maartje Draak, Zwolle: Tjeenk Willink 1953. (Zwolse drukken en herdrukken voor de Maatschappij der Nederlandse Letterkunde te Leiden, nr. 6). [6e druk 1979: ISBN 9024723116]
- Onderzoekingen over de roman van Walewein, Groningen: Bouma's Boekhuis 1975 [Herdr. van ed. Haarlem, 1936, Proefschrift Rijksuniversiteit Utrecht]. ISBN 9060880498
- Arthur en zijn tafelronde (bewerkt door Maartje Draak), Den Haag/Culemborg: Martinus Nijhoff/Tjeenk Willink/Noorduijn 1979 (Klassieken Nederlandse letterkunde). ISBN 9024721806 [Oorspr.druk: 1951]
- Beschrijving der Britsche eilanden door Lucas de Heere: een geïllustreerd geschrift uit zijn Engelsche ballingschap; met een inleiding, aanteekeningen en glossarium door Th. M. Chotzen en A. M. E. Draak, Antwerpen: De Sikkel voor De Seven Sinjoren 1937.
- Monniken, ridders en zeevaarders: opstellen over vroeg-middeleeuwse Ierse cultuur en Middelnederlandse letterkunde (onder red. van D.R. Edel, W.P. Gerritsen en K. Veelenturf). Amsterdam: Timmer Prods 1988. (Opstellen aangeboden aan Maartje Draak ter ere van haar tachtigste verjaardag. Bevat ook het autobiografische relaas van Maartje Draak: Het leven van een draak alsmede een complete bibliografie). ISBN 9051420137
- Van helden, elfen en dichters. De oudste verhalen uit Ierland (samen met Frida de Jong), Amsterdam: Meulenhoff 1979. ISBN 9029011718
- Palet van Middelnederlandse epiek (samenst. en commentaar Maartje Draak), Den Haag: Nijhoff 1963. [3e druk 1980: ISBN 9024723558]
- Het feestgelag van Bricriu. Een heldenverhaal (vert. uit het Oudiers, samen met Frida de Jong), Amsterdam: Meulenhoff 1986. ISBN 9029021780
- De lastige schare, gevolgd door vijf anekdoten over dichtergeleerden (vert. uit het middeleeuws Iers, samen met Frida de Jong), Amsterdam: Meulenhoff 1990. ISBN 9029029447